# Croupe
Pour les articles ayant des titres homophones, voir Croup et Krupp.
Pour l’article homonyme, voir Croupe (architecture).
Ne doit pas être confondu avec Croupière.

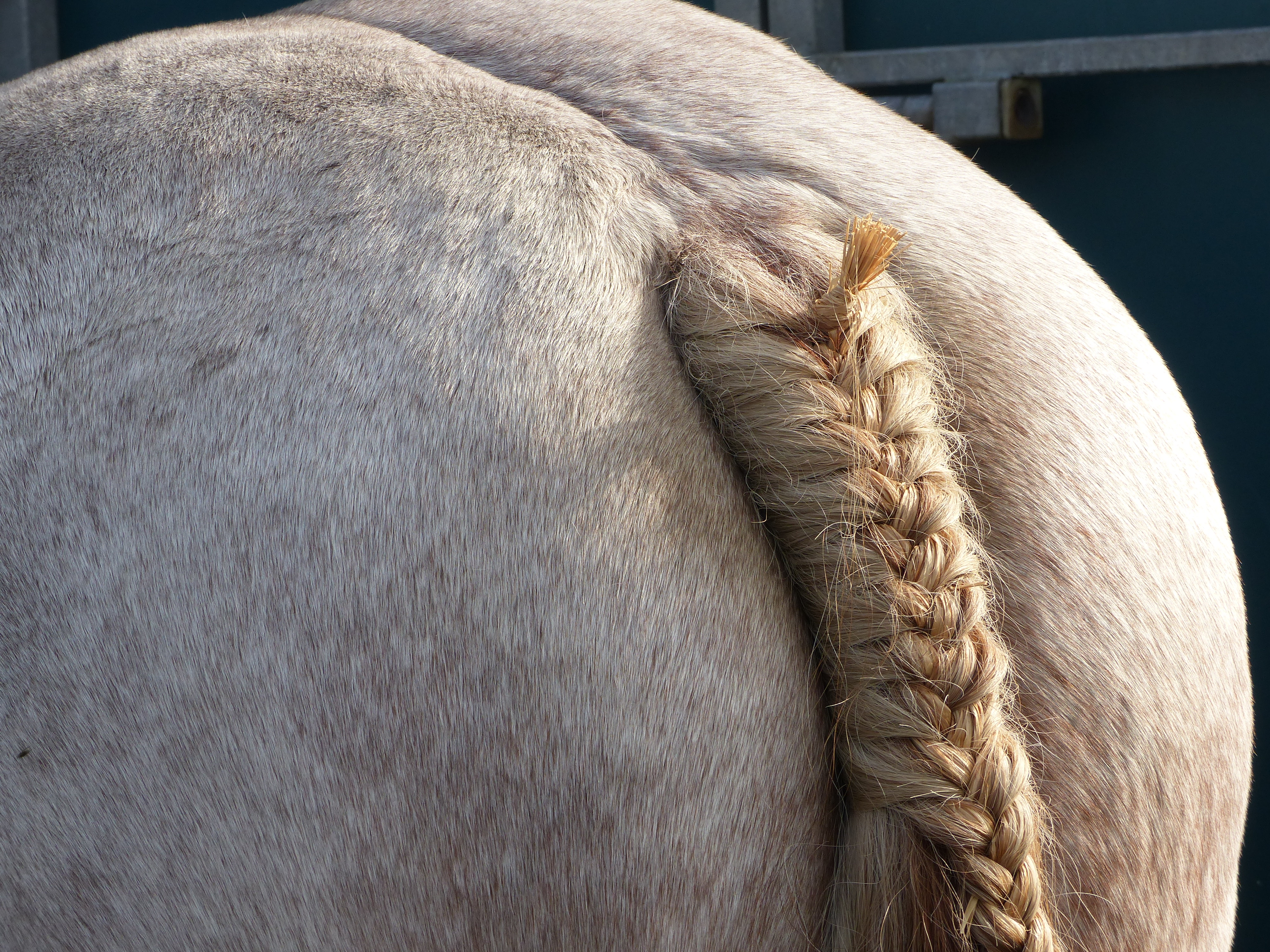
Croupe d'une jument bretonne.

La croupe est une partie de la morphologie externe de certains mammifères, qui s'étend des hanches à l'origine de la queue, en particulier chez les équidés comme le cheval, mais aussi chez les bovins et les chiens. Elle correspond aux fesses (sacrum) chez l'humain. L'attache de la queue, qui correspond aux dernières vertèbres des animaux, rejoint la croupe. La notion de croupe existe également pour les animaux caudectomisés, c'est-à-dire amputés de leur queue.

## Étymologie et terminologie
Le mot « croupe » est attesté au XIIe siècle pour désigner la « partie postérieure de certains animaux ». L'expression « monter en croupe » désigne une personne qui s’assoit sur la croupe d'un cheval, derrière un autre cavalier. Elle peut également avoir un sens érotique sous la forme « monter une croupe ».
L'usage varie d'un animal à un autre. Les oiseaux ont un croupion, les chevaux, le bétail et les chiens ont une croupe.

## Anatomie et morphologie

### Chez le cheval

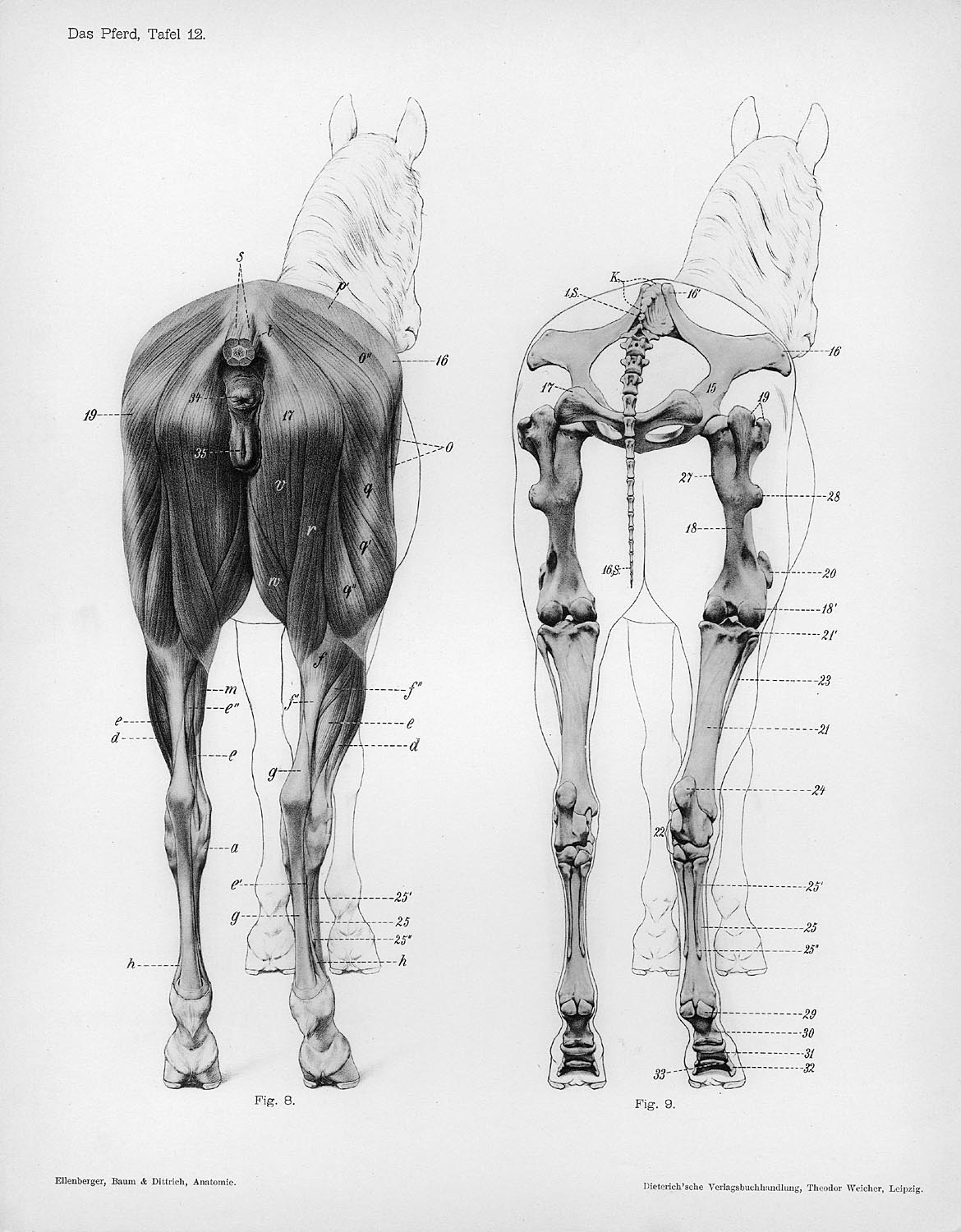
Anatomie de la croupe du cheval.

Chez le cheval, la croupe fait partie de la « ligne du dessus », elle rejoint le dos et se termine à la naissance de la queue, avec les vertèbres coccygiennes. La base de la croupe est fournie par les os coxaux, le sacrum, les muscles ilio-trochantériens et les prolongements des ischio-tibiaux. Cette masse musculaire laisse apercevoir, chez les chevaux maigres, l'angle antérieur et interne de l'ilium, qui forme l'angle de la croupe, et, dans tous, l'angle externe, que l'on désigne sous le nom de hanche. La croupe forme le premier rayon des membres postérieurs. La queue peut être attachée à la croupe en étant haute ou en étant basse.

#### Nom des différentes formes

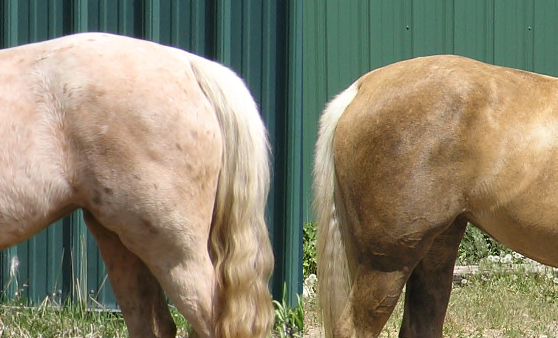
À gauche, une croupe légèrement avalée. À droite, une croupe ronde.

La croupe a reçu différents noms dépendant de l'épaisseur des muscles qui la forment, et de la direction des os qui lui servent de base.
Lorsqu'elle est fortement charnue, formant deux éminences latérales entre lesquelles disparaît, dans un sillon, l'épine de la colonne vertébrale, on la nomme « double ». La croupe double est toujours large, condition fréquente chez les chevaux de trait. On recherche aussi une croupe large chez les juments poulinières.
On nomme la croupe tranchante « croupe de mulet ». Celle dans laquelle les masses musculaires forment un plan incliné de chaque côté de l'épine de la colonne vertébrale, peu agréable à la vue, se rencontre chez des chevaux énergiques et caractérise les races barbe et ibériques.
La croupe horizontale suit à peu près la même ligne que les reins. Elle se rencontre chez des animaux Pur-sang ou Arabes, elle est toujours accompagnée de hanches basses et peu saillantes.
Lorsque la croupe va en s'abaissant de la partie antérieure à la partie postérieure, elle est dite avalée. On la dit coupée lorsque cela la fait paraître plus courte.

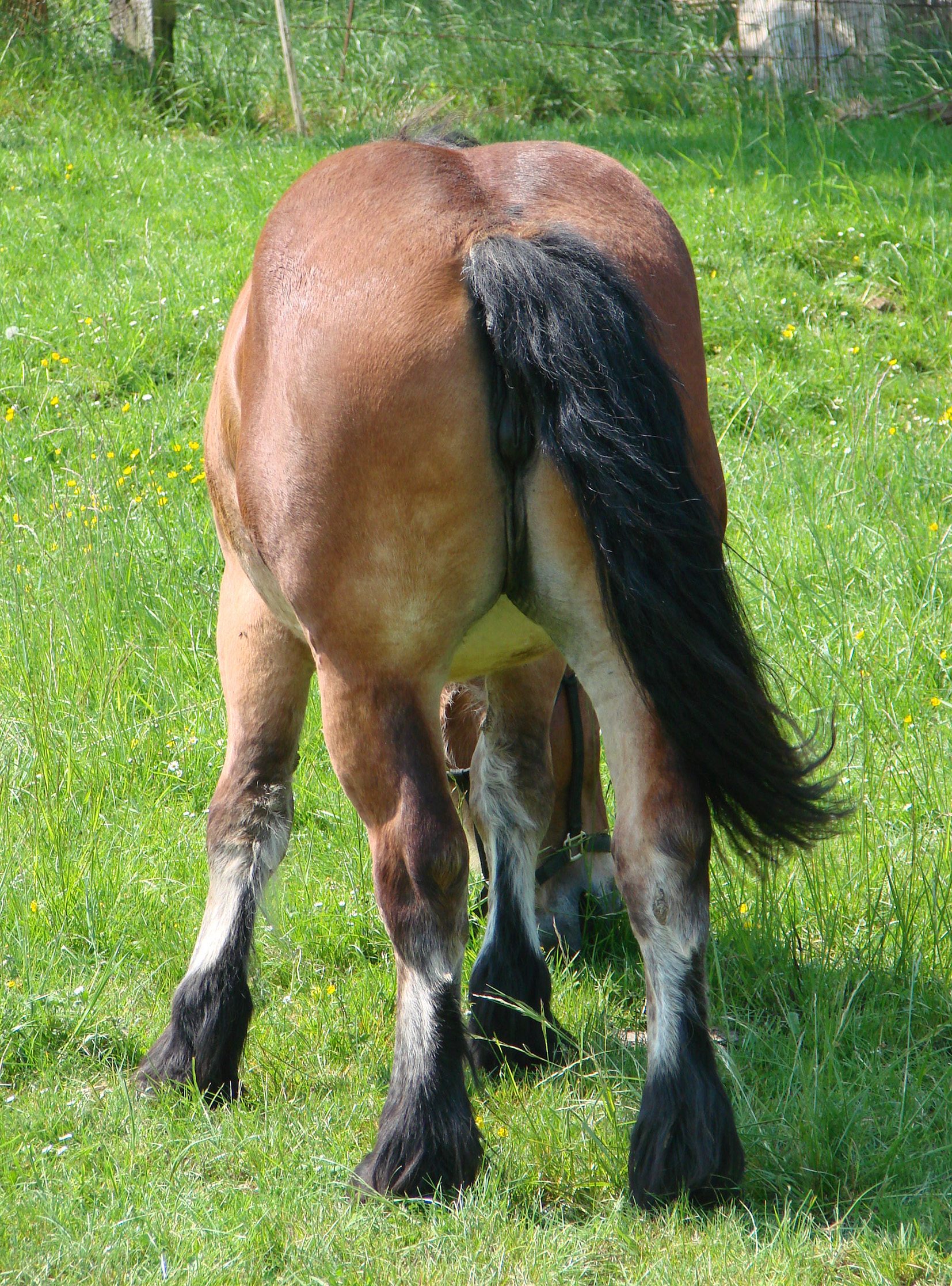
Croupe double
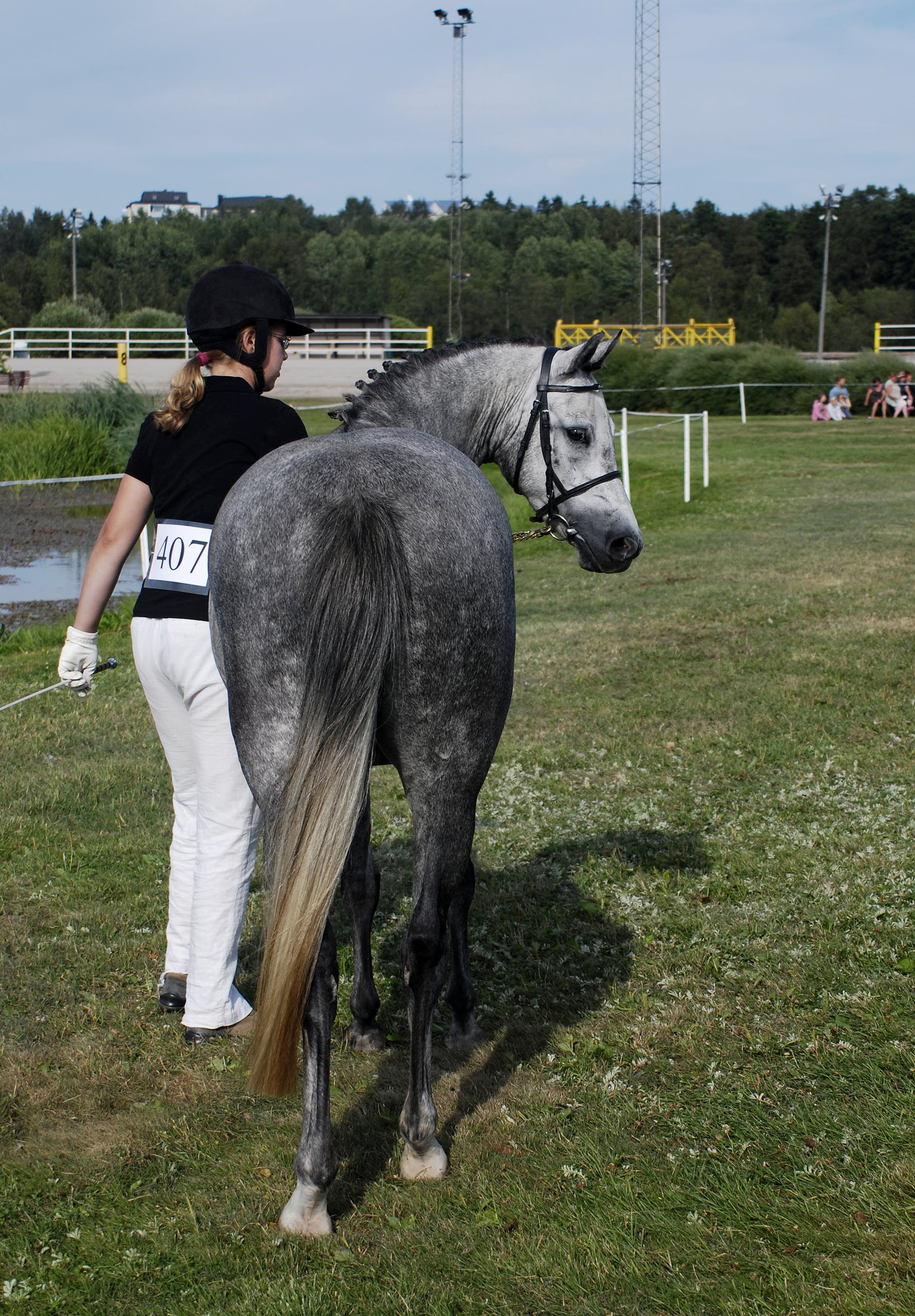
Croupe horizontale
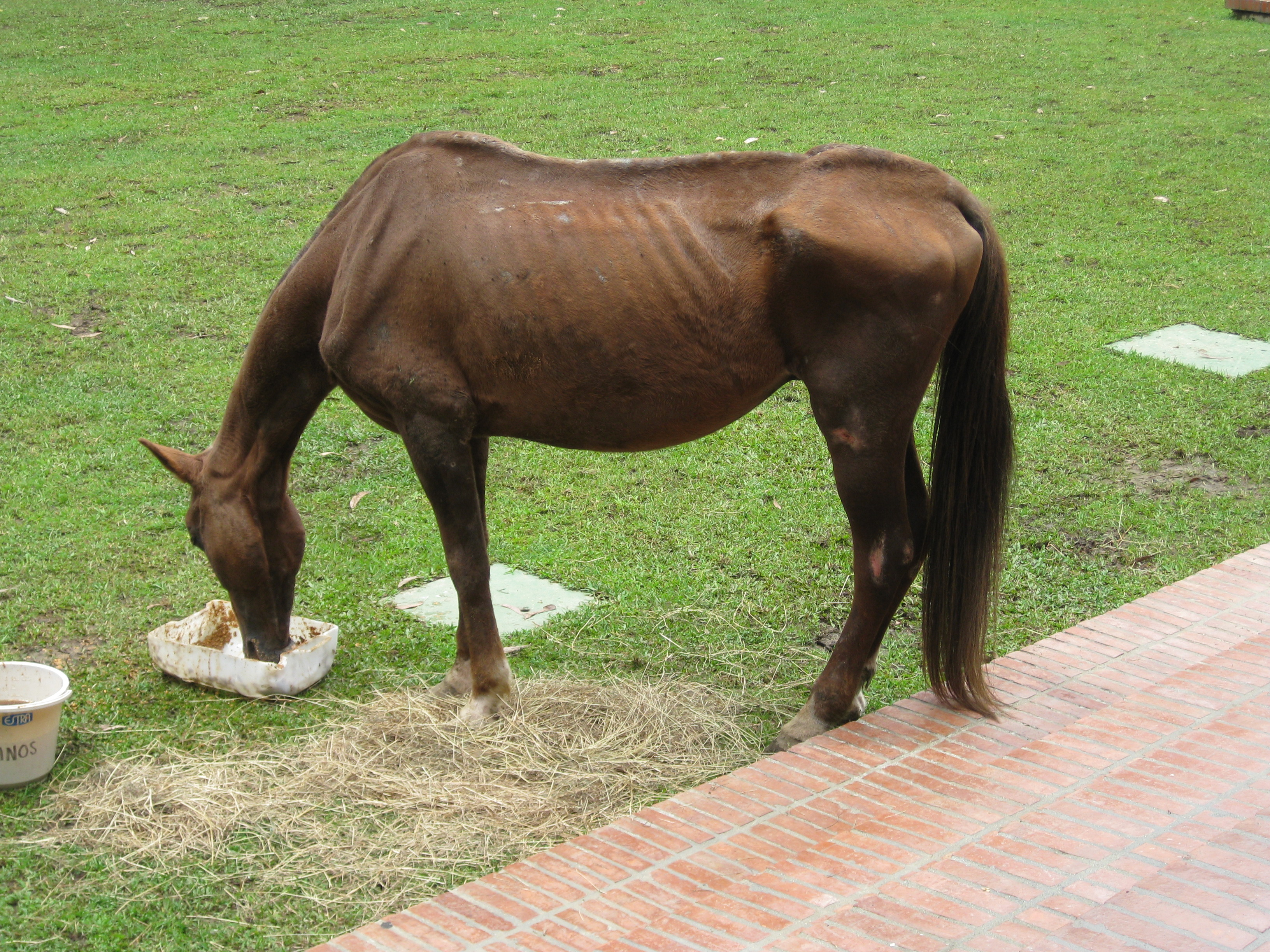
Chez ce cheval très maigre, la pointe de la hanche et la ligne de la colonne vertébrale sont saillantes

#### Entretien

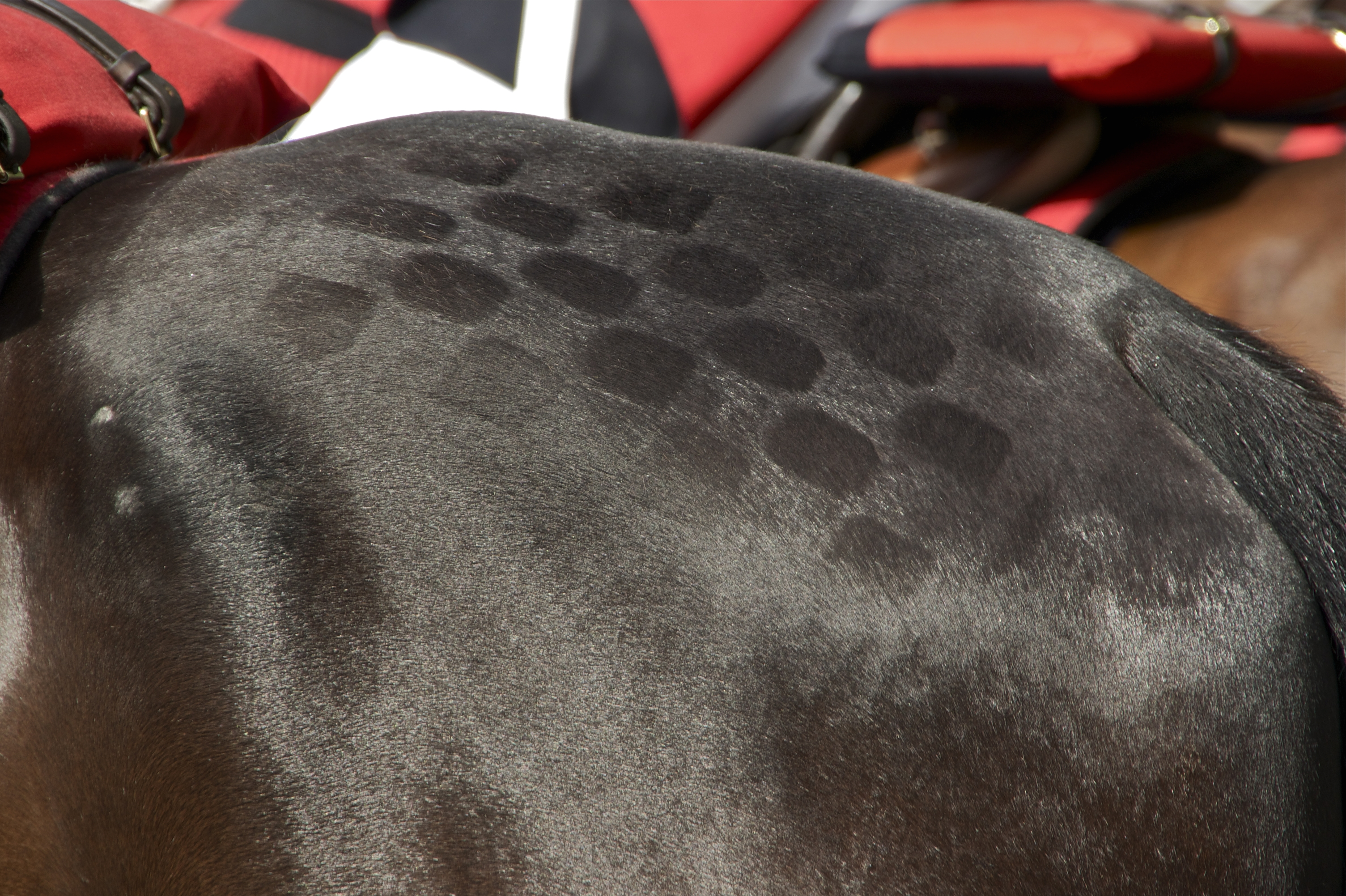
Décoration en damiers de la croupe d'un cheval de la Garde républicaine.

La croupe peut être décorée lors de parades ou même simplement en concours hippique, où il n'est pas rare de voir des croupes à damiers, motif créé par l'application de gel ou de spray, et en brossant le pelage dans la direction opposée à son mouvement naturel.